# Azuré de l'orobe
Polyommatus daphnis
Espèce
L’Azuré de l'orobe (Polyommatus daphnis) est une espèce de lépidoptères (papillons) de la famille des Lycaenidae et de la sous-famille des Polyommatinae.

## Noms vernaculaires
- En français : l’Azuré de l'orobe, ou plus rarement l'Azuré festonné, l'Argus bleu pâle, l'Argus bleu découpé, le Daphnis, l'Argus céleste ou le Méléagre[1].
- En anglais : Meleager's Blue[2].
- En allemand : Zahnflügel-Bläuling[3].
- En espagnol : Azul Bipuntada[4].

## Description
C'est un petit papillon qui présente des ailes postérieures festonnées et un dimorphisme sexuel, le dessus du mâle est bleu bordé de gris et d'une frange blanche, celui de la femelle est soit bleu plus foncé bordé d'une large bande grise, soit chez Polyommatus daphnis steeveni brun grisâtre soit intermédiaire.
Leur revers est ocre clair orné de points foncés cerclés de blanc, caractérisé par les festons aux postérieures très marqués chez la femelle.

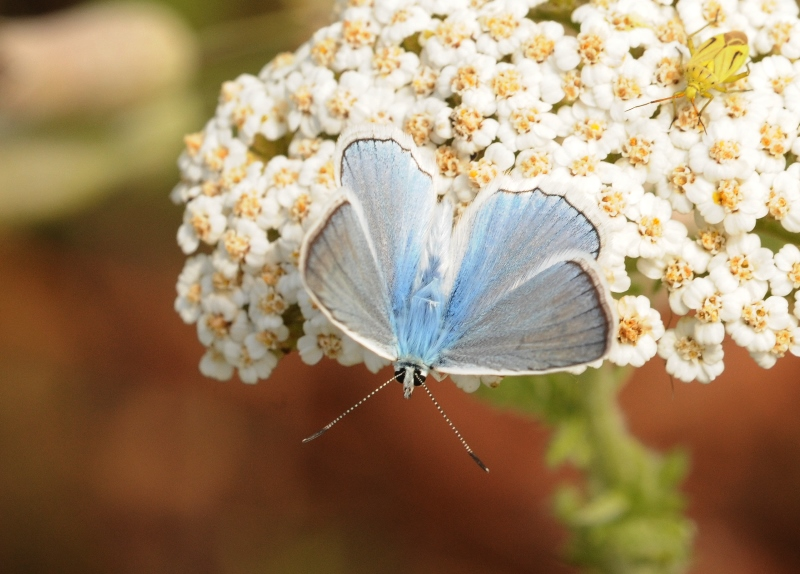
Dessus d'un mâle.
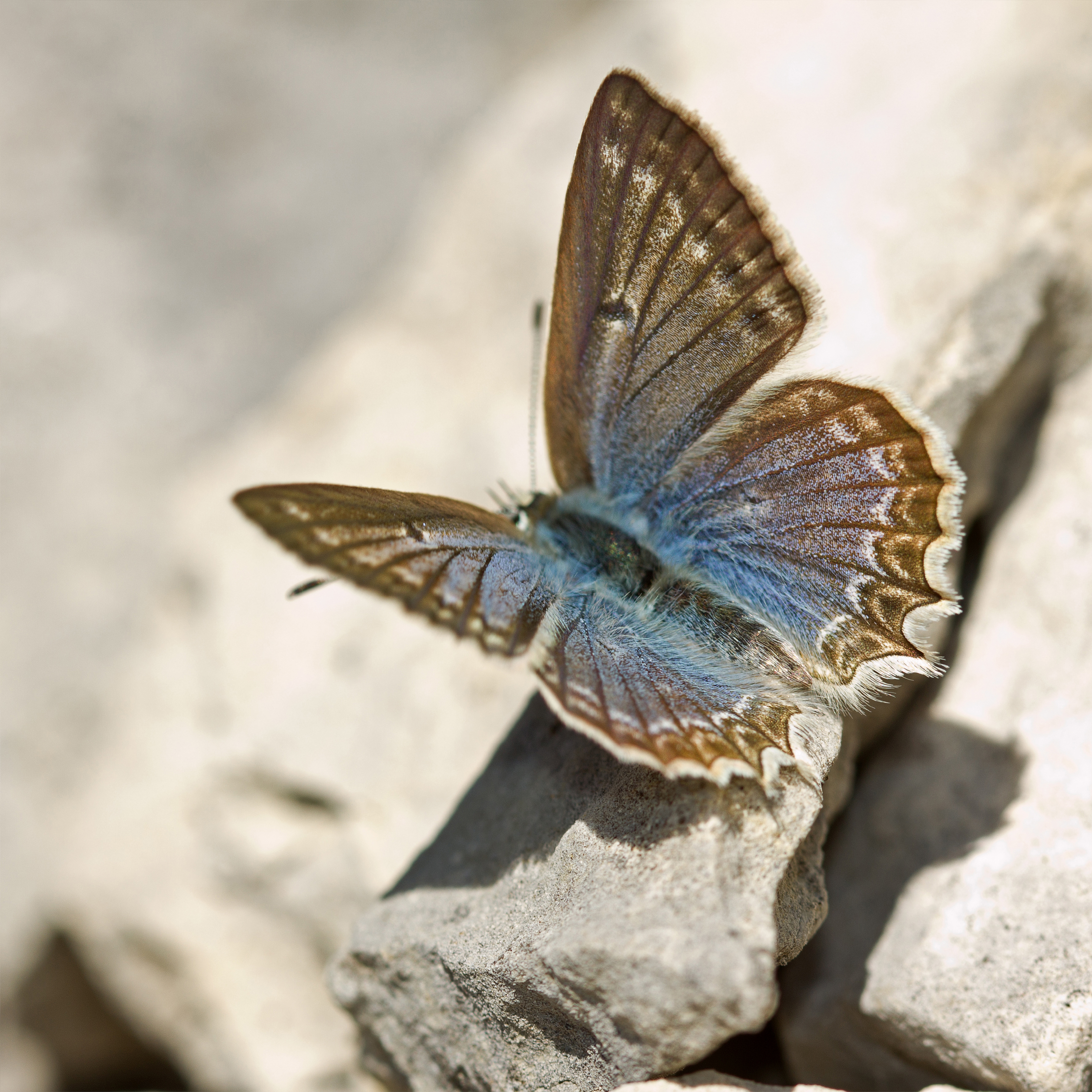
Dessus d'une femelle.
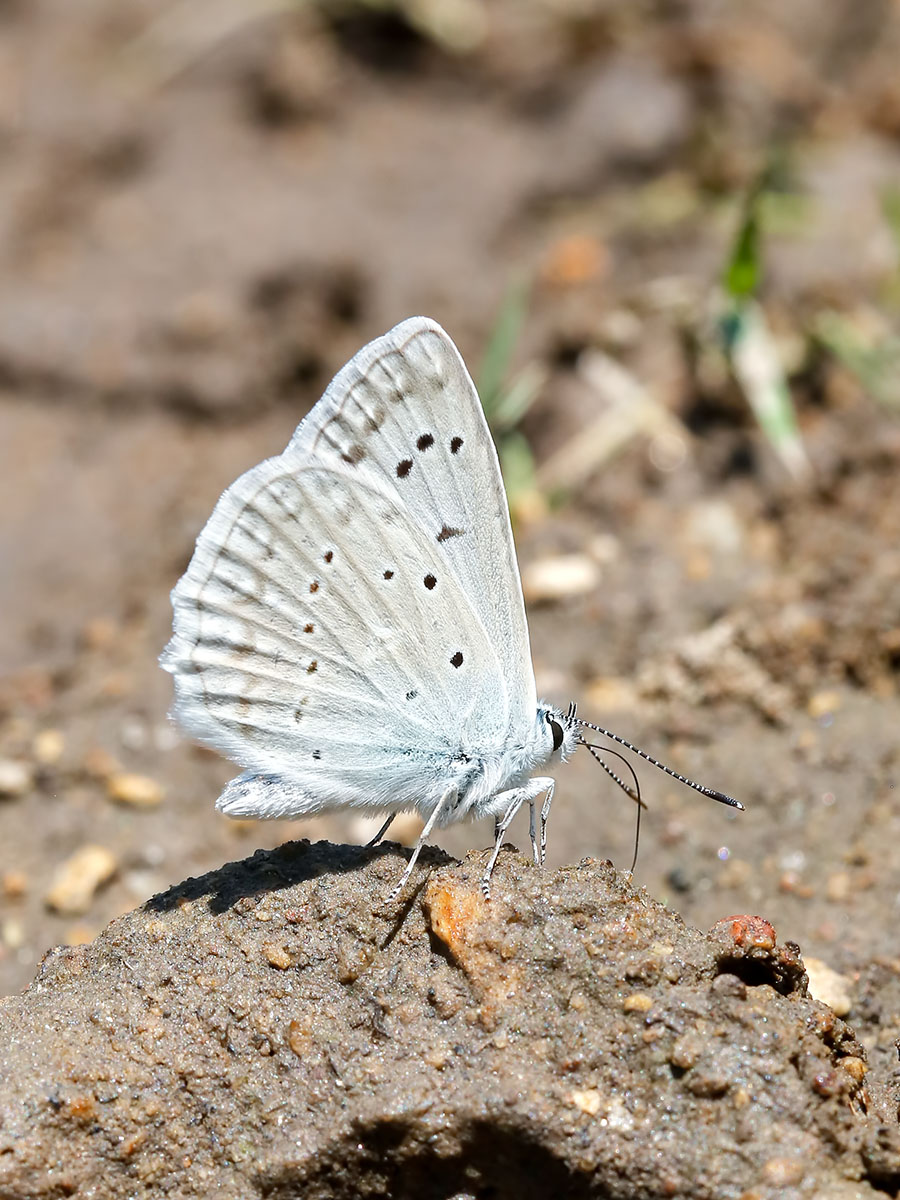
Revers d'un mâle.
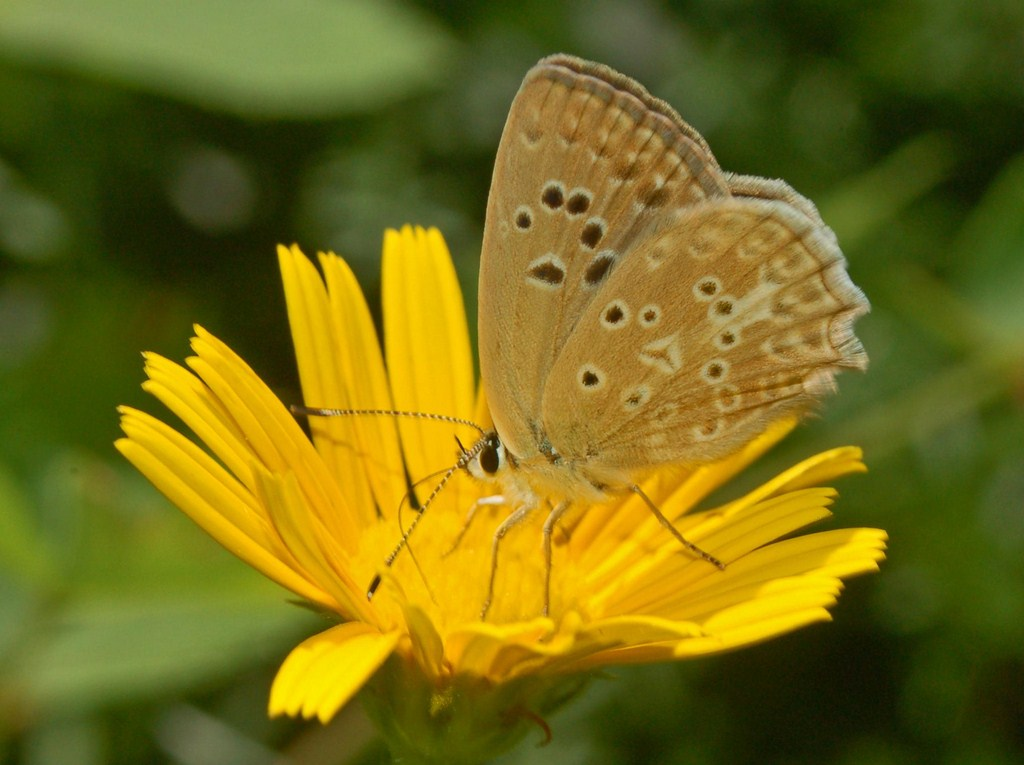
Revers d'une femelle.
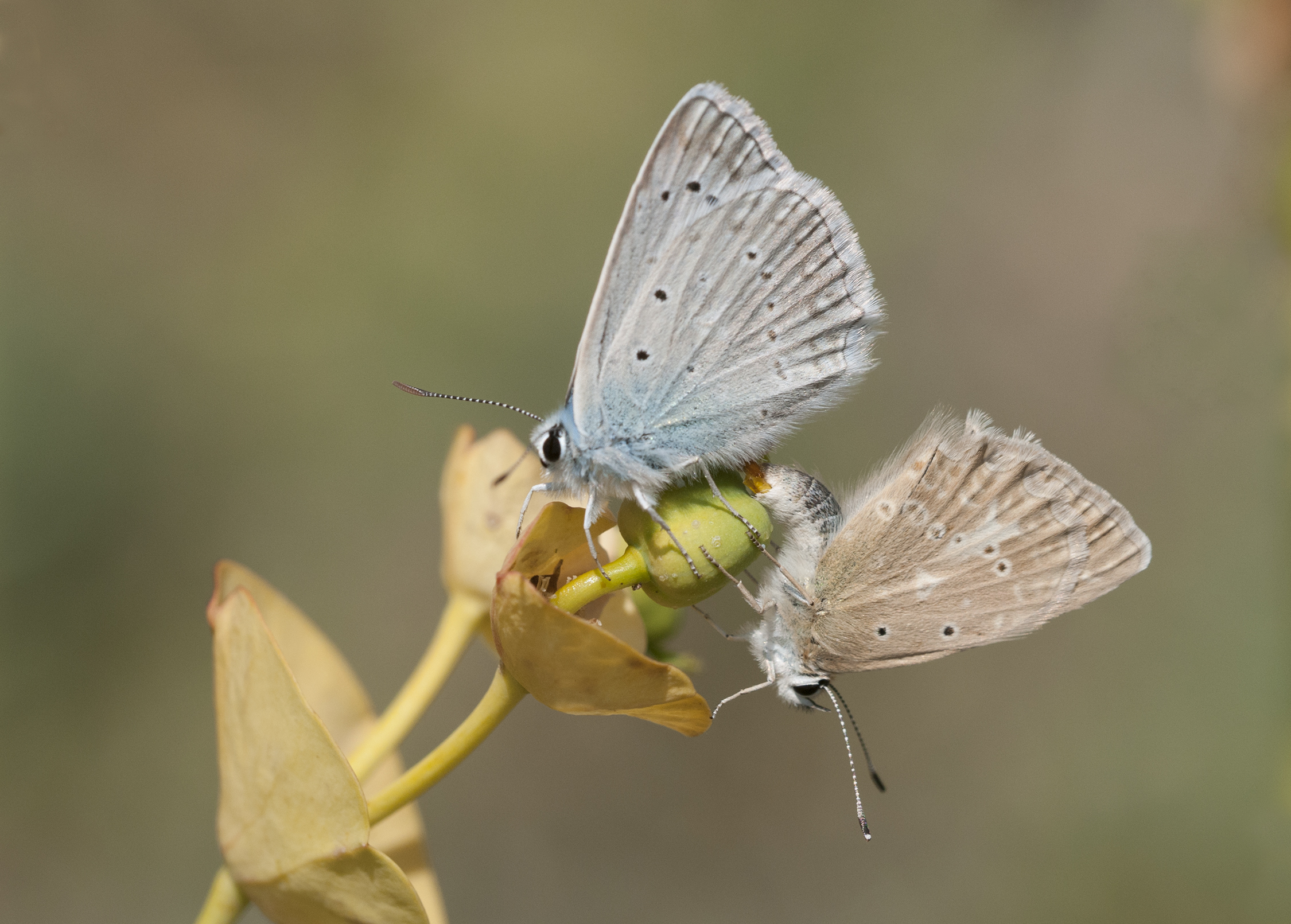
Accouplement (mâle en haut).

## Biologie

### Phénologie
L'espèce est univoltine, les imagos volant de mi-juin à août. L'espèce hiverne soit au stade d'œuf, soit à celui de jeune chenille.

### Plantes hôtes et myrmécophilie
La plante hôte larvaire est Securigera varia.
Les chenilles sont soignées par des fourmis : Lasius alienus, Formica pratensis et Tapinoma erraticum.

## Distribution et biotopes
L'Azuré de l'orobe est présent dans le Nord de l'Espagne, le Sud de la France, l'Est de l'Italie et tout le Sud-Est de l'Europe à partir du Sud de la Pologne, en Grèce, en Turquie au Proche-Orient (Sud de l'Oural et du Caucase, Liban, Syrie, Iran),.
En France métropolitaine, il est présent dans une quinzaine de départements du pourtour méditerranéen et des Alpes.
Il réside dans des prairies sèches sur sols calcaires.

## Systématique
L'espèce aujourd'hui appelée Polyommatus daphnis a été décrite par les entomologistes autrichiens Johann Nepomuk Cosmas Michael Denis et Ignaz Schiffermüller en 1775, sous le nom initial de Papilio daphnis,.
Synonymes :
- Papilio daphnis [Denis & Schiffermüller], 1775
- Papilio endymion [Denis & Schiffermüller], 1775
- Papilio stevenii Geyer, [1834-1836]

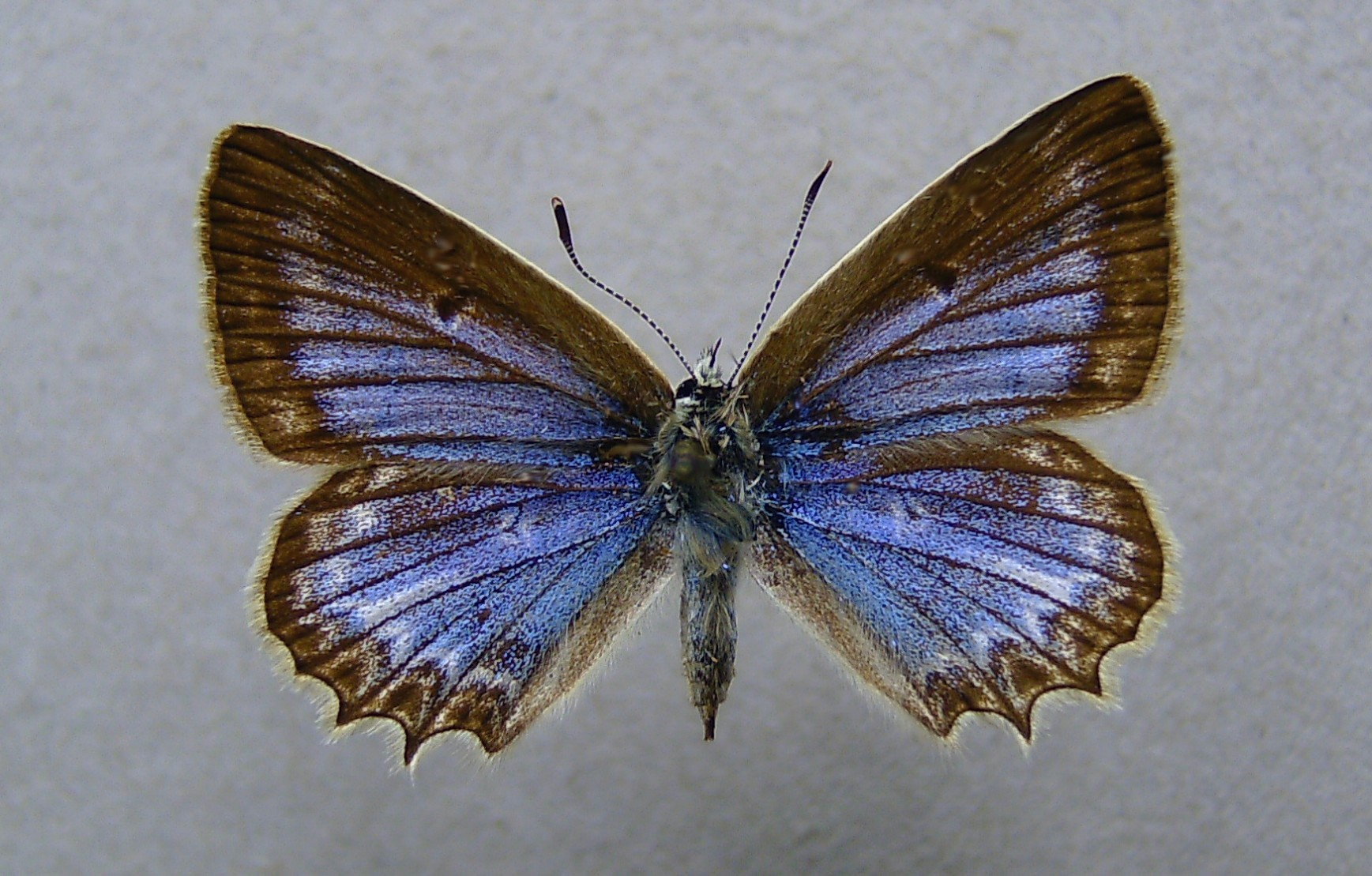
Polyommatus daphnis femelle

- Meleageria daphnis ([Denis & Schiffermüller], 1775)

### Sous-espèces
Selon Funet :
- Polyommatus daphnis daphnis ([Denis & Schiffermüller], 1775) — du Sud de l'Europe au Sud de l'Oural.
- Polyommatus daphnis elamita (Le Cerf, 1913) — Iran.
- Polyommatus daphnis hayesi (Larsen, 1974) — Liban.
- Polyommatus daphnis versicolor (Heyne, 1895) — Petit Caucase, Arménie.

## Protection
Pas de statut de protection particulier[réf. nécessaire].